# Solefald
A Solefald nevű norvég zenekar 1995-ben alakult. Az együttes az avantgárd metal, black metal, post-metal és indusztriális metal műfajokban játszik. Lazare Nedland énekes szerint az elnevezésük "naplementét" jelent. Lemezeiket az Indie Recordings, Century Media Records, Season of Mist, Avantgarde Music kiadók jelentetik meg. A Solefaldot Lazare Nedland és Cornelius Jakhelln alapították. Lars énekel, billentyűn, szintetizátoron, zongorán és dobon játszik, míg Cornelius énekel, gitározik és basszusgitározik. Első kiadványuk az 1995-ben megjelentetett demójuk volt, első nagylemezüket 1997-ben adták ki. A Solefald diszkográfiája kilenc nagylemezt, egy demót és egy válogatáslemezt tartalmaz.

## Tagok
- Cornelius Jakhelln - éneklés, gitár, basszusgitár (1995-)
- Lazare Nedland - éneklés, billentyűk, zongora, szintetizátor, orgona, dobok (1995-)

A két tag már több egyéb zenekarban is játszott már (Age of Silence, Ásmegin, Borknagar, Carpathian Forest, Sturmgeist)

## Diszkográfia
- Jemlov - demó, 1995
- The Linear Scaffold - nagylemez, 1997
- Neonism - nagylemez, 1999
- Pills Against the Ageless Ills - nagylemez, 2001
- In Harmonia Universali - nagylemez, 2003
- Red for Fire: An Icelandic Odyssey, Part I - nagylemez, 2005
- Black for Death: An Icelandic Odyssey, Part II - nagylemez, 2006
- The Circular Drain - válogatáslemez, 2008
- Norron Livskunst - nagylemez, 2010
- Norronasongen: Kosmopolis Nord - nagylemez, 2014
- World Metal: Kosmopolis Sud - nagylemez, 2015